# SDSS J1240+6710
SDSS J1240+6710，全稱SDSS J124043.01+671034.68，暱稱Dox，是一顆大氣層幾乎全由氧組成的白矮星。該顆白矮星由克卜勒·德·蘇沙·奧利韋拉、德特列夫·凱斯特（Detlev Koester）與古斯塔沃·奧里基（Gustavo Ourique）發現。 

## 概要
SDSS J1240+6710的大氣層成分除了氧之外，還偵測到鎂、氖和矽（低於4%），但未偵測到氫、氦和碳。對此異常組成的其中一個可能的解釋是它的質量可能接近了白矮星將會塌縮成為中子星的質量上限，即錢德拉塞卡極限。但是SDSS J1240+6710的質量只有太陽的0.56倍，遠低於白矮星可發生將碳融合成氧、氖和鎂的預期質量。
SDSS J1240+6710最初是在史隆數位巡天的Data Release 12釋出資料中的新白矮星星表中被收錄。巴西南大河聯邦大學的物理系大學生古斯塔沃·奧里基（Gustavo Ourique）在克卜勒·德·蘇沙·奧利韋拉的指導下確認它擁有特殊光譜。德特列夫·凱斯特（Detlev Koester）博士則對該天體進行光譜建模以確認其組成、表面溫度和質量等特徵。